# Olympische Jugend-Sommerspiele 2018/Teilnehmer (Marshallinseln)
| Gelbes Symbol für Goldmedaillen mit stilisierten Olympischen Ringen | Graues Symbol für Silbermedaillen mit stilisierten Olympischen Ringen | Braundes Symbol für Bronzemedaillen mit stilisierten Olympischen Ringen |
| ------------------------------------------------------------------- | --------------------------------------------------------------------- | ----------------------------------------------------------------------- |
| —                                                                   | —                                                                     | —                                                                       |

Die Jugend-Olympiamannschaft der Marshallinseln für die III. Olympischen Jugend-Sommerspiele vom 6. bis 18. Oktober 2018 in Buenos Aires (Argentinien) bestand aus fünf Athleten. Sie konnten keine Medaille gewinnen.

## Athleten nach Sportarten

### Gewichtheben

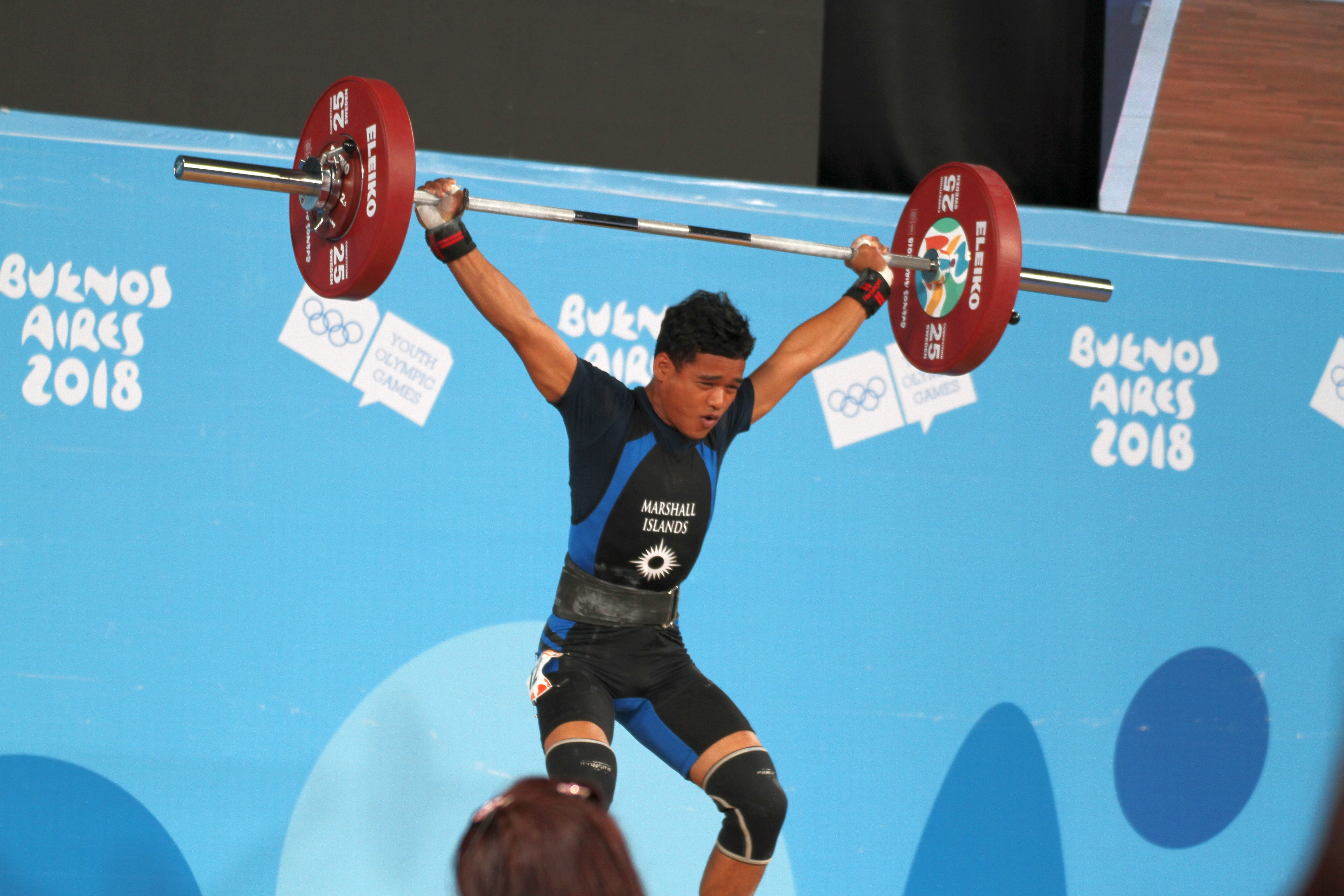
Joshua Ralpho beim Wettkampf

Jungen
- Joshua Ralpho
Klasse bis 62 kg: 13. Platz

### Leichtathletik
Mädchen
- Rosemaline Watley
Hochsprung: kein gültiger Versuch in der Vorrunde

### Ringen
Jungen
- Alexander Adiniwin
Griechisch-römisch bis 51 kg: 6. Platz

### Schwimmen
| Mädchen - Kayla Hepler 50 m Freistil: 49. Platz (Vorrunde) 50 m Rücken: 39. Platz (Vorrunde) | Jungen - Daniel Ranis 50 m Freistil: 48. Platz (Vorrunde) 100 m Freistil: 46. Platz (Vorrunde) |